# Aiša Sultan Begum
Aiša Sultan Begum (15. století? – 16. století?) byla tímurovská princezna a manželka Bábura, zakladatele a prvního císaře Mughalské říše. 
Byla dcerou Báburova strýce z otcovy strany sultána Ahmeda Mirzy, který byl králem Samarkandu a Buchary, čímž byla Báburovou sestřenicí a již od narození princeznou Tímúrovské dynastie. Se svým manželem Báburem sdílela stejné významné předky. 

## Rodina
Narodila se jako tímurovská princezna. Pravděpodobně byla pojmenována po Aiše, manželce proroka Mohameda. Byla třetí dcerou sultána Ahmeda Mirzy a jeho manželky Qutaq Begum. Její otec byl nejstarším synem Abú Saida Mirzy, císaře Tímurovské říše. 

## Manželství
Již v dětství byla zaslíbena svému bratranci Báburovi, kterému v té době bylo 5 let. Byl nejstarším synem jejího strýce Umara Šejk Mirzy a její tety Qutulugh Nigar Khanum. Za Bábura se provdala v srpnu roku 1499 v Chudžandu a odjela s ním do Fergany, kde Bábur po smrti svého otce převzal vládu. Po svatbě zjistila, že manžel je velmi ostýchavý. Svou manželku navštěvoval jen jednou za 10–15 dní. Po jejich první společné noci nedopadlo vše podle představ, a tak se jeho ostych ještě prohloubil.
Jeho matka byla tímto ostýchavým jednáním pobouřena, a sjednala častější návštěvy manželů. Bábur následně prohlásil, že svojí manželku nechtěl nijak urazit a své jednání ospravedlnil tím, že se jedná o jeho první manželství a jeho návštěvy u manželky jsou tudíž jen skromné v delších časových odstupech. Po delší době došlo ke sblížení a jejich první dítě se narodilo v roce 1501 po třech letech manželství. Dcera Fakhr-un-Nissa Begum, ale po čtyřech dnech zemřela což manžele velmi zasáhlo. 

## Rozvod
I když bylo jejich manželství stále silnější, přesto často docházelo k neshodám, a Aiša svého manžela nakonec v roce 1503 opustila. Bábur podezíral její starší sestru Rabiah Sultan Begum z toho, že měla Aišu k odchodu od něj přinutit. 